# Варкута
Варкута — река в Надымском районе Ямало-Ненецкого автономного округа, правый приток Оби (Надымская Обь). Устье находится в 73 км от устья Оби. Длина реки 40 км. На 3 км по правому берегу впадает Мюдьяха, на 25 км по левому берегу — Пяваркута.

## Данные водного реестра
По данным государственного водного реестра России относится к Нижнеобскому бассейновому округу, водохозяйственный участок реки — Обь от города Салехард и до устья, речной подбассейн реки — бассейны притоков Оби ниже впадения Северной Сосьвы. Речной бассейн реки — (Нижняя) Обь от впадения Иртыша.
Код объекта в государственном водном реестре — 15020300212115300035408.